# Jeder für Jeden
Jeder für Jeden ist ein Lied des deutschen DJs Felix Jaehn in Kooperation mit Herbert Grönemeyer. Das Stück ist die sechste Singleauskopplung aus Jaehns Debütalbum I und wurde als Mannschaftssong für die deutsche Fußballnationalmannschaft während der Fußball-Europameisterschaft 2016 bekannt.

## Entstehung und Artwork
Geschrieben wurde das Lied von Michael Geldreich, Herbert Grönemeyer und Felix Jaehn. Letzterer war auch zusammen mit dem deutschen Produzenten-Quartett Hitimpulse für Produktion und Abmischung verantwortlich. Das Mastering erfolgte unter der Leitung des Berliner Produzenten Lex Barkey. Aufgenommen wurde das Stück in den Berliner Hansa Studios. Die Single wurde unter dem Musiklabel Island Records veröffentlicht und von Duende Songs Musikverlag, Polarbear Musikverlag, Sony/ATV Music Publishing und Universal Music Publishing verlegt.
Auf dem Cover der Maxi-Single finden sich lediglich die Künstlernamen und der Liedtitel, in schwarzer Schrift vor einem weißen Hintergrund. Ein alternatives Coverbild enthält in der rechten oberen Ecke das Logo der deutschen Fußballnationalmannschaft („Die Mannschaft“).

## Veröffentlichung und Promotion
Die Erstveröffentlichung von Jeder für Jeden erfolgte als Einzeldownload am 22. April 2016. Zwei Wochen später erschien auch eine 2-Track-Single als CD und Download. Diese ist um einen Remix des Londoner Indie-Electro-Quartetts Kid Cupid erweitert.
Jeder für Jeden wurde vom Deutschen Fußball-Bund (DFB) zum offiziellen Mannschaftssong für die deutsche Fußballnationalmannschaft während der Fußball-Europameisterschaft 2016 ausgewählt. Das Erste verwendete das Lied ebenfalls als Titelsong für seine Berichterstattungen des Turniers, damit war das Lied zu Beginn und Ende von sämtlichen Werbeunterbrechungen sowie während sämtlichen Tageszusammenfassungen zu hören. Kurz vor der Fußball-Europameisterschaft veröffentlichte der DFB auf seinen YouTube-Kanal eine Dokumentation mit dem Titel Die Mannschaft: Jeder für Jeden. In diesem berichtet der deutsche Nationalspieler Mario Götze von der Gefühlslage eines Fußballers nach dem Gewinn einer Weltmeisterschaft sowie dem Zusammenhang zwischen dem Fußball-Alltag und der Musik.

## Hintergrund
Zusammenarbeit zwischen Jaehn und der deutschen Nationalmannschaft
Wie es zu der Zusammenarbeit zwischen Jaehn und der Nationalmannschaft kam, sagte er selbst folgendes in einem Interview, das über den offiziellen YouTube-Kanal des DFB veröffentlicht wurde: „Ich habe jetzt schon seit längerem Kontakt mit ein paar von den Kickern und dann haben wir irgendwann mal Musik zusammen gehört. Ich glaube die ersten mit denen ich da saß waren Jérôme, Mario und İlkay; und dann haben wir einfach Musik vorgespielt. Ich habe ihnen viele Projekte gezeigt an denen ich gerade arbeite. Ich mache ja auch viele verschiedene Sounds und Styles. Dann haben wir uns über Musik unterhalten, bisschen über das Leben und dann haben sie auch mal von dem erzählt was sie so machen, was wir ja alle wissen was sie machen. Aber es ist natürlich spannend Einblicke zu bekommen, was sie eigentlich dabei bewegt. Wir haben eine WhatsApp-Gruppe, wo ein paar der Spieler und ich drin sind, wo man immer Ideen hin und her bouncen kann. Das fand ich super interessant und hab das irgendwie mitgenommen und mich dann irgendwann mal mit Herbert über das Thema unterhalten. Da kam halt raus, dass Herbert auch ein großer Fußball-Fan ist und total daran interessiert ist.“
Nach dem Jaehn mit der Komposition fertig war, traf er sich zum Austausch unter anderem mit Mario Götze, İlkay Gündoğan, André Schürrle oder auch Bastian Schweinsteiger. Diesen spielte er die Komposition vor. Sie zeigten sich begeistert vom Instrumental und im gleichen Zug bat Jaehn die Spieler um Mithilfe, in dem sie ihm zur Textgestaltung davon berichten, was bei ihnen vor einem Turnier vorgeht. Der Ideenaustausch in der gemeinsamen WhatsApp-Gruppe sowie der persönliche Austausch bildete das musikalische Gerüst des Stücks. Jaehn selbst bestätige, das er und sein Team zwei, drei Ideen von den Spielern umgesetzt hätten. Es sei schön, dass sie die Spieler so aktiv mit dem Thema auseinandergesetzt haben.
Zusammenarbeit zwischen Jaehn und Grönemeyer
Nach dem unter der Mithilfe von der deutschen Nationalmannschaft das musikalische Gerüst stand, benötigten sie noch eine Stimme. Es sei klar gewesen, dass der Gesang auf Deutsch sein musste, weil sie mit dem Lied ganz Deutschland ansprechen wollten. Das könnten nicht viele, insofern seien sie schnell bei Herbert Grönemeyer gewesen. Er sei seit Jahrzehnten einer der erfolgreichsten deutschen Musiker, der auch Jaehn seit jüngstem Kindesalter begleitete. Er schreibe „super Texte“, die unter die Haut gingen – und er sei selbst großer Fußball-Fan. Jaehn selbst sagte sich selbst, dass es eine absurde Idee sei, doch Grönemeyer war sofort interessiert. Sie trafen sich in den Berliner Hansa Studios, wo sie sich einfach auf ein Sofa gesetzt hätten und Jaehn die Geschichte von seiner WhatsApp-Gruppe mit der Nationalmannschaft erzählte. Grönemeyer zufolge hätten sie zunächst nur vier Stunden lang geredet, ehe er anfing eine Melodie darauf zu schreiben. Beide entschieden sich dazu, einen Text darüber zu schreiben, der sich darum drehen soll: „Wie ist das, wenn man vor einer großen, neuen Aufgabe steht?“.
Zusammenarbeit zwischen Jaehn, Grönemeyer und der deutschen Nationalmannschaft
Nachdem der erste Textentwurf noch einen Tick zu fußballerisch gewesen sei, war der zweite allgemeingültiger. Diese zweite Version ging als Demoaufnahme an die Spieler. Vor dem England-Spiel in Berlin (26. März 2016) besuchten Götze, Neuer, Khedira, Kramer, Reus und Trapp das Musiker-Duo im Studio und diesen nochmals ein persönliches Feedback zu geben. Teile diese Treffens sind auch im offiziellen Musikvideo zu sehen. Die Vorschläge seitens der Spieler seien konstruktiv gewesen. Zum Beispiel kam von Götze die Idee, nach dem ersten Refrain noch einen kurzen Instrumentalteil einzubauen. Die anwesenden Spieler haben sich nicht nur durch ihr Feedback eingebracht, sie klatschen auch während des Refrains zur Musik. Normalerweise nehme man sich so etwas vom Band. Aber die Spieler hätten sich hingestellt und fröhlich mitgeklatscht, das sei sehr heiter gewesen, erzählt Grönemeyer.
Grönemeyer als Wiederholungstäter
Grönemeyer sang mit Jeder für Jeden zum zweiten Mal einen Titel, der unmittelbar in Verbindung mit einem großen Fußballturnier der deutschen Herren Fußballnationalmannschaft stand. 2006 war sein Lied Zeit, dass sich was dreht, dass er zusammen mit dem afrikanischen Duo Amadou & Mariam aufnahm, bereits die offizielle Hymne zur Fußball-Weltmeisterschaft 2006.

## Inhalt
Der Liedtext zu Jeder für Jeden ist in deutscher Sprache verfasst. Die Musik wurde gemeinsam von Michael Geldreich, Herbert Grönemeyer und Felix Jaehn; der Text eigens von Grönemeyer geschrieben. Musikalisch bewegt sich das Lied im Bereich des Dance-Pops, Disco und Europops. Das Tempo beträgt 142 Beats per minute.
Das Stück besteht aus zwei Strophen, einer Bridge und einem Refrain. Das Lied beginnt mit der ersten Strophe, auf die eine Bridge und dann erstmals der Refrain folgt. Der gleiche Vorgang wiederholt sich mit der zweiten Strophe. Das Lied endet mit einem Outro, der nach einem „Jeder für Jeden“ die letzten beiden Zeilen des Refrains wiederholt. Der Refrain setzt sich aus zwei Paarreimen zusammen. Der Hauptgesang des Liedes stammt alleine von Grönemeyer; Jaehn wirkt lediglich als Instrumentalist mit. Island Records und Universal Music zufolge, soll das Lied zwei Generationen miteinander verbinden sowie verschmelzen und beinhaltet die Aussage: „Zusammenhalt steht über dem Ego, das Miteinander führt zum Erfolg! Jeder für Jeden.“

„Und das Beben, das dich mitreißt, wo das Glück pulsiert.

Das nennt sich Leben und der Kopf dreht auf, euphorisiert.

Das ist das Leben, einer für alle und alle eins mit dir.

Jeder für Jeden, das Versprechen gemeinsam passiert’s.“

## Musikvideo
Zu Jeder für Jeden wurden insgesamt zwei Musikvideos veröffentlicht. Zunächst feierte am 31. Mai 2016 ein Lyrikvideo auf YouTube seine Premiere. Wie in typischen Lyrikvideos wird dabei während des Videos immer der aktuelle Liedtext eingeblendet. Auf große visuelle Effekte wird während des Videos verzichtet, man sieht lediglich in der oberen linken Ecke die Namen beider Interpreten und am rechten unteren Rand den Liedtext. Es handelt sich um die gleiche farbliche Gestaltung wie beim Coverbild zur Single. Regie fürte Berlin Heat.
Das zweite, offizielle Musikvideo, wurde am 26. März 2016 gedreht und feierte zwei Wochen nach der Veröffentlichung des Lyrikvideos am 10. Juni 2016 seine Premiere. Es beginnt mit Jaehn, der zunächst alleine an einem Strand spaziert. Kurz danach ist er zusammen mit seinen Freunden fußballspielend am besagten Strand zu sehen. Währenddessen trägt Jaehn ein offizielles Oberteil des DFB. Nach dieser Szene sieht man Jaehns Tagesablauf am nächsten Morgen, der sich auf den Weg ins Tonstudio macht. In diesem trifft er auf Grönemeyer sowie Teile der deutschen Fußballnationalmannschaft, mit denen er zusammen das Stück aufnimmt. Von der Nationalmannschaft sind Mario Götze, Sami Khedira, Christoph Kramer, Manuel Neuer, Marco Reus und Kevin Trapp im Studio anwesend. Im weiteren Verlauf sind immer wieder abwechseln Szenen aus der DFB-Dokumentation Die Mannschaft: Jeder für Jeden, anderen fußballspielenden Menschen sowie Jaehn und Grönemyers (während eines Liveauftritts) zu sehen. Die Gesamtlänge des Videos beträgt 3:30 Minuten. Regie führte Olaf Heine. Bis Februar 2025 zählten beide Musikvideos über 4,8 Millionen Aufrufe bei YouTube.

## Mitwirkende
| Liedproduktion - Lex Barkey: Mastering - Jeremy Chacon: Abmischung, Musikproduzent - Michael Geldreich: Komponist - Herbert Grönemeyer: Gesang, Komponist, Liedtexter - Felix Jaehn: Instrumentalist, Komponist, Musikproduzent - Jonas Kalisch: Abmischung, Musikproduzent - Henrik Meinke: Abmischung, Musikproduzent - Alexsej Vlasenko: Abmischung, Musikproduzent Musikvideo - Olaf Heine: Regisseur (Musikvideo) - Berlin Heat: Regisseur (Lyrikvideo) | Unternehmen - Hansa Studios: Tonstudio - Island Records: Musiklabel - Duende Songs Musikverlag: Verlag - Polarbear Musikverlag: Verlag - Sony/ATV Music Publishing: Verlag - Universal Music Group: Verlag |

## Rezensionen
Die Verantwortlichen der ARD zeigten sich begeistert von dem Stück und der Zusammenarbeit von Jaehn und Grönemeyer. „Dieses Duo verbindet, wie auch der Fußball selbst, Generationen. Es freut mich wirklich sehr, dass wir auch in diesem Jahr wieder einen Song in der ARD haben, den man hoffentlich mit einem weiteren Titel für unsere Mannschaft verbinden wird“, so Programmdirektor Volker Herres. Der ARD-Sportkoordinator Axel Balkausky tätigte die Aussage: „Felix und Herbert in einer Mannschaft. Das ist, um es von der Musik auf den Fußball zu übertragen, als ob Mesut und Günter in einer Mannschaft spielen würden. Mehr geht nicht.“
Bei der deutschen Zeitschrift Musikexpress fiel das Lied durch, sie betitelten das Stück unter anderem als „Musikalisches Gruselkabinett“. Das Lied beinhalte „808-Klapperschlangen-Snares“, einen quengelnden Grönemeyer, „Tropical-Großraumdisse-House-Beats“ und einen pathetischen „Wir-halten-alle-zusammen-sind-ein-Team-Chorus“. Was sich wie ein „perfider Traum“ eines „sadistischen Nachwuchsproduzenten“ lese, sei bittere Realität. Das Stück sei, wegen der nicht erkennbaren Intention zu dieser Kooperation, schwer zu verstehen. Wahrscheinlich koste Jaehn den derzeitigen Erfolg in vollen Zügen aus und die Musiklabels wollen ihre Cashcows melken; und das ginge aktuell mit heimeligem „Bauspar-House“ sehr gut. Alles, was er dafür tun müsse, sei seine Musikalität und seinen künstlerischen Anspruch abschreiben. Dass Grönemeyer moralisch grenzwertige Zeilen, wie „Es sind die wehenden Farben, für die sich alles lohnt“ singt, würde vom „gemeinen Konsumenten“ bei dem alles „benebelnden Wohlfühl-Sound“ nicht hinterfragt. Papa und Sohn sollten sich nämlich nur glücklich und stolz, in den Armen liegen, während die besten Szenen der ersten Halbzeit über den Äther jagen. Sollten sie sich eines Tages doch fragen, was das alles mit Fußball zu tun haben soll, könne das Lied noch eine „1A-Karriere“ als Soundtrack der nächsten „Bundeswehr-Image-Kampagne“ machen.

## Chartplatzierungen
Jeder für Jeden erreichte in Deutschland Position 27 der Singlecharts und konnte sich insgesamt acht Wochen in den Charts halten. Des Weiteren konnte sich die Single mehrere Wochen in den iTunes-Tagesauswertungen platzieren, wobei sie ihre höchste Notierung am 13. Juni 2016 mit Position sieben erreichte.
Für Jaehn als Interpret ist dies der fünfte Charterfolg in Deutschland. Als Produzent ist es sein vierter und als Autor nach Book of Love und Stimme sein dritter Charterfolg. Grönemeyer erreichte mit Jeder für Jeden zum 39. Mal die Charts als Interpret. In seiner Autorentätigkeit erreichte er zum 42. Mal die deutschen Singlecharts. Für Geldreich ist es nach Hey Girl (Cro) der zweite Charterfolg als Autor. Die Mitglieder um Hitimpluse erreichten allesamt erstmals die deutschen Singlecharts.